# Чернорецкий
Чернорецкий — опустевший поселок в Даровском районе Кировской области в составе Лузянского сельского поселения.

## География
Находится на расстоянии примерно 45 км по прямой на север от райцентра поселка Даровской.

## История
Известен с 1891 года с 4 семьями жителей. В 1950 Чернорецкий уже был отмечен как лесопункт с 76 хозяйствами и 210 жителями. В 1989 году проживало 322 жителя .

## Население
Постоянное население  составляло 119 человек (русские 99%) в 2002 году, 0 в 2010.